# Hermann Ampach
Hermann Ampach (* 9. April 1829 in Paunsdorf, Königreich Sachsen; † 7. August 1903 in Gera) war ein deutscher Rittergutsbesitzer und Reichstagsabgeordneter.

## Familie
Hermann Ampach war das uneheliche Kind der Christiana Wilhelmine Niesske aus Borna. Später wurde er durch Christian Leberecht von Ampach adoptiert. Er heiratete am 14. Oktober 1856 in Naumburg (Saale) in erster Ehe Johanne Clara geb. Vogt (1836–1867). Aus der Ehe ging Wilhelm Friedrich Hermann Ampach (1859–1928) hervor, der ebenfalls Abgeordneter im Landtag Reuß jüngerer Linie werden sollte. In zweiter Ehe heiratete Ampach am 7. Juli 1870 Johanne Ida geb. Schwenker (1845–1914).

## Leben
Ampach besuchte das Domgymnasium Naumburg und begann 1849 an der Universität Jena Rechtswissenschaft zu studieren. 1850 wurde er im Corps Guestphalia Jena aktiv. Er wechselte an die Universität Leipzig und die Ruprecht-Karls-Universität, wo er sich  1851 auch dem Corps Saxo-Borussia Heidelberg anschloss. Zuletzt war er an der Friedrich-Wilhelms-Universität Berlin. Er bestand 1852 das Auskultator- und 1855 das Referendarexamen am Oberlandesgericht Naumburg, quittierte aber die Rechtspflege und wandte sich dem landwirtschaftlichen Beruf zu. Im Sommer 1856 kaufte er das Rittergut Leumnitz, das er ab 1857 selbst bewirtschaftete. Von 1857 bis 1874 gehörte er dem Landtag Reuß jüngerer Linie an. Ab 1863 war er Vorsitzender des land- und forstwirtschaftlichen Vereins in Gera und Vorsitzender des Zentralorgans der land- und forstwirtschaftlichen Vereine des Fürstentums Reuß jüngerer Linie.
Von 1887 bis 1890 war er Mitglied des Deutschen Reichstags für den Reichstagswahlkreis Reuß jüngerer Linie Gera, Schleiz und die Deutsche Reichspartei.